# Mammoth (DC Comics)
Pour les articles homonymes, voir Mammoth.
Mammoth, alias Baran Flinders, est un super-vilain de l'univers DC Comics créé par George Pérez et Marv Wolfman. Il apparaît pour la première fois dans The New Teen Titans #3 en tant que membre fondateur des Fearsome Five.

## Histoire
Baran est le frère de la vilaine Selinda Flinders, alias Shimmers. Dévoué à cette dernière, il est une masse de muscles et de force incomparable, mais sous-développé intellectuellement et émotionnellement (au point de se faire rouler en se rendant à Superman, qui avait alors perdu ses pouvoirs à cause de l'utilisation de la kryptonite rouge de Mister Mxyzptlk par Lex Luthor) et peu talentueux pour le combat au corps à corps.
Après de multiples échecs, Mammoth et sa sœur se retirèrent dans un monastère Tibétain et y menèrent une vie tranquille, jusqu'au retour de Psimon, ancien membre des Fearsome Five trahi par ses partenaires. Pour se venger, Psimon usa de ses pouvoirs pour soumettre Mammoth et changea Shimmers en glace avant de la briser. Mammoth travailla par la suite avec son ancien allié Gizmo, apparemment incapable de comprendre que sa sœur était morte et croyant qu'ils partaient à sa recherche.

## Pouvoirs
Mammoth possède une force et une endurance surhumaine. Il est aussi plutôt résistant, capable d'encaisser certaines attaques physiques et d'énergie.

## Autres médias

### Teen Titans
Mammoth apparait dans la série animée Teen Titans : Les Jeunes Titans en tant qu'étudiant de la H.I.V.E Académie. Bien qu'il soit un peu moins stupide que dans le comic, il n'en demeure guère plus qu'une brute géante : très fort, mais pas très intelligent. De plus, il est incroyablement glouton (encore plus que Cyborg), capable de dévorer un réfrigérateur entier rempli de plats périmés sans sourciller. Il fait généralement équipe avec Jinx et Gizmo au début de la série, jusqu'à ce que le groupe soit complété par Kyd Wykkyd, Billy Numerous  et See-More.

### Young Justice
Mammoth apparaît dans la série animée Young Justice comme un membre de la secte Cobra, sa force et son aspect physique vient du Cobra-Venin, mélange entre le Venin utilisé par Bane et la formule Blockbuster créée par Cadmus. Il est le frère jumeau de Shimmers.